# Seriocarpa tongae
Seriocarpa tongae är en sjöpungsart som beskrevs av Monniot 200. Seriocarpa tongae ingår i släktet Seriocarpa och familjen Styelidae. Inga underarter finns listade i Catalogue of Life.